# Ronde van Burgos 2011
De Ronde van Burgos 2011 (Spaans: Vuelta a Burgos 2011) was een Spaanse wielerkoers, die werd gehouden van woensdag 3 augustus tot en met zondag 7 augustus en deel uitmaakte van de UCI Europe Tour 2011 (categorie 2.HC). De renners moesten in totaal 646.6 kilometers afleggen, verdeeld over vijf etappes, in deze 33ste editie. Titelverdediger was Samuel Sánchez. Hij moest ditmaal genoegen nemen met de vierde plaats in de eindrangschikking. In totaal gingen 119 renners van start, van wie 88 de eindstreep bereikten.

## Startlijst
| Euskaltel-Euskadi | Team Movistar | Team Katusha |
| - 1. Samuel Sánchez - 2. Mikel Nieve - 3. Juan José Oroz - 4. Iñaki Isasi - 5. Peio Bilbao - 6. Mikel Landa - 7. Igor Antón - 8. Mikel Astarloza                                             | - 11. David Arroyo - 12. José Vicente García Acosta - 13. Beñat Intxausti - 14. David López García - 15. Sergio Pardilla - 16. Jesús Herrada - 17. Pablo Lastras - 18. Francisco Ventoso | - 21. Joaquim Rodríguez - 22. Vladimir Karpets - 23. Aljaksandr Koetsjynski - 24. Alberto Losada - 25. Daniel Moreno - 26. Joan Horrach - 27. Jegor Silin - 28. Edoeard Vorganov    |
| Caja Rural | Geox-TMC | Andalucia Caja Granada |
| - 31. Íñigo Cuesta - 32. José Herrada - 33. Jordi Simón - 34. Javier Moreno - 35. Arturo Mora - 36. Egoitz García - 37. Igor Romero - 38. Aleksandr Riabkin                                  | - 41. Denis Mensjov - 42. David de la Fuente - 43. David Blanco - 44. Juan José Cobo - 45. Fabio Felline - 46. Mauricio Ardila - 47. Daniele Ratto - 48. Rafael Valls                    | - 51. José Alberto Benitez - 52. Antonio Cabello - 53. Antonio Piedra - 54. José Luis Roldán - 55. Juan José Lobato - 56. Adrián Palomares - 57. Jesús Rosendo - 58. Javier Ramirez |
| Colombia Es Pasion - Cafe de Colombia | Androni Giocattoli | Saur - Sojasun |
| - 61. Víctor Hugo Peña - 62. Alex Caño - 63. Darwin Atapuma - 64. Luis Laverde - 65. Dalivier Ospina - 66. Juan Pablo Forero - 67. Camilo Suarez - 68. Héctor Paez                           | - 71. Ángel Vicioso - 72. Luca Barla - 73. Alessandro Bertolini - 74. Giairo Ermeti - 75. Jackson Rodríguez - 76. Antonio Santoro - 77. Luca Solari - 78. Ramon Domene                   | - 81. Cyril Bessy - 82. Fabrice Jeandesboz - 83. Jean-Marc Marino - 84. Rony Martias - 85. Paul Poux - 86. Julien Simon - 87. Yannick Talabardon - 88. Étienne Tortelier            |
| Acqua & Sapone | Topsport Vlaanderen - Mercator | FDJ |
| - 91. Stefano Garzelli - 92. Massimo Codol - 93. Francesco Di Paolo - 94. Alessandro Donati - 95. Claudio Corioni - 96. Vladimir Miholjević - 97. Danilo Napolitano - 98. Cayetano Sarmiento | - 101. Sander Armée - 102. Pieter Serry - 103. Geert Steurs - 104. Jarl Salomein - 105. Jérôme Baugnies - 106. Dominique Cornu - 107. Johan Coenen - 108. Kenny De Ketele                | - 111. Jawhen Hoetarovitsj - 112. Frédéric Guesdon - 113. Yoann Offredo - 114. Arnaud Gérard - 115. Matthieu Ladagnous - 116. Kenny Elissonde - 117. Dominique Rollin - 118. —      |
| Skil - Shimano | Burgos 2016 - Castilla y León | Orbea Continental |
| - 121. Yukihiro Doi - 122. Thomas Bonnin - 123. Sander Oostlander - 124. Yann Huguet - 125. Alexandre Geniez - 126. Martin Reimer - 127. Robin Chaigneau - 128. Tobias Ludvigsson            | - 131. David Belda - 132. Lluís Mas - 133. Manuel Antón - 134. Óscar Grau - 135. Pascual Orengo - 136. Christopher Jennings - 137. Carlos Verona - 138. Ruben Jimenez                    | - 141. Ricardo García - 142. Víctor Cabedo - 143. Xabier Zabalo - 144. Aritz Etxebarria - 145. Noel Martin - 146. Mikel Bizkarra - 147. Beñat Urain - 148. Adrian Saez              |

## Klassementsleiders
| Etappe    | Algemeen          | Punten            | Berg              | Sprint          | Ploegen           |
| 1         | Samuel Sánchez    | Samuel Sánchez    | José Luis Roldán  | Kenny De Ketele | Team Movistar     |
| 2         | Joaquim Rodríguez | Joaquim Rodríguez | Joaquim Rodríguez | Kenny De Ketele | Team Movistar     |
| 3         | Joaquim Rodríguez | Joaquim Rodríguez | Joaquim Rodríguez | Kenny De Ketele | Team Movistar     |
| 4         | Joaquim Rodríguez | Joaquim Rodríguez | Joaquim Rodríguez | Kenny De Ketele | Team Movistar     |
| 5         | Joaquim Rodríguez | Joaquim Rodríguez | Mikel Landa       | Kenny De Ketele | Euskaltel-Euskadi |
| Eindstand | Joaquim Rodríguez | Joaquim Rodríguez | Mikel Landa       | Kenny De Ketele | Euskaltel-Euskadi |

## Etappe-uitslagen

### 1e etappe
| Villarcayo – Miranda de Ebro (168 km) |                   |                        |          |
| Plaats                                | Naam              | Ploeg                  | tijd     |
| Winnaar                               | Samuel Sánchez    | Euskaltel-Euskadi      | 3u51'07" |
| 2                                     | Joaquim Rodríguez | Team Katusha           | z.t.     |
| 3                                     | Sergio Pardilla   | Team Movistar          | +00'04"  |
|                                       |                   |                        |          |
| 16                                    | Sander Armée      | Topsport Vlaanderen-M. | +00'20"  |
| 92                                    | Robin Chaigneau   | Argos-Shimano          | +02'29"  |

### 2e etappe
| Burgos – Burgos (144 km) |                   |                        |          |
| Plaats                   | Naam              | Ploeg                  | tijd     |
| Winnaar                  | Joaquim Rodríguez | Team Katusha           | 3u51'07" |
| 2                        | Daniel Moreno     | Team Katusha           | +00'03"  |
| 3                        | Samuel Sánchez    | Euskaltel-Euskadi      | +00'07"  |
|                          |                   |                        |          |
| 10                       | Pieter Serry      | Topsport Vlaanderen-M. | +00'13"  |
| 99                       | Robin Chaigneau   | Argos-Shimano          | +04'49"  |

### 3e etappe
| Pradoluendo – Belorado (ploegentijdrit over 11,6 km) |                |         |
| Plaats                                               | Ploeg          | tijd    |
|                                                      | Team Movistar  | 09'54"  |
| 2                                                    | Team Katusha   | +00'10" |
| 3                                                    | Acqua & Sapone | +00'13" |

### 4e etappe
| Roa de Duero – Clunia (168 km) |                   |                        |          |
| Plaats                         | Naam              | Ploeg                  | tijd     |
| Winnaar                        | Daniel Moreno     | Team Katusha           | 3u44'28" |
| 2                              | Samuel Sánchez    | Euskaltel-Euskadi      | +00'01"  |
| 3                              | Pablo Lastras     | Team Movistar          | z.t.     |
|                                |                   |                        |          |
| 38                             | Sander Armée      | Topsport Vlaanderen-M. | +00'59"  |
| 40                             | Sander Oostlander | Argos-Shimano          | z.t.     |

### 5e etappe
| Vilviestre del Pinar – Lagunas de Neila (155 km) |                   |                        |          |
| Plaats                                           | Naam              | Ploeg                  | tijd     |
| Winnaar                                          | Mikel Landa       | Euskaltel-Euskadi      | 4u00'20" |
| 2                                                | Juan José Cobo    | Geox-TMC               | +00'03"  |
| 3                                                | Joaquim Rodríguez | Team Katusha           | +00'12"  |
|                                                  |                   |                        |          |
| 29                                               | Jérôme Baugnies   | Topsport Vlaanderen-M. | +07'01"  |

## Eindklassementen
| Plaats      | Naam               | Ploeg                 | Tijd      |
| ----------- | ------------------ | --------------------- | --------- |
| Paarse trui | Joaquim Rodríguez  | Team Katusha          | 15u12'34" |
| 2           | Daniel Moreno      | Team Katusha          | +00'36"   |
| 3           | Juan José Cobo     | Geox-TMC              | +00'45"   |
| 4           | Samuel Sánchez     | Euskaltel-Euskadi     | +01'23"   |
| 5           | Fabrice Jeandesboz | Saur-Sojasun          | +01'52"   |
| 6           | David López        | Team Movistar         | +01'58"   |
| 7           | Pablo Lastras      | Team Movistar         | +02'06"   |
| 8           | Igor Antón         | Euskaltel-Euskadi     | +02'25"   |
| 9           | Sergio Pardilla    | Team Movistar         | +02'34"   |
| 10          | Mikel Nieve        | Euskaltel-Euskadi     | +02'55"   |
|             |                    |                       |           |
| 29          | Jérôme Baugnies    | Topsport Vlaanderen-M | +10'53"   |

| Plaats      | Naam              | Ploeg             | Punten |
| ----------- | ----------------- | ----------------- | ------ |
| Groene trui | Joaquim Rodríguez | Team Katusha      | 78     |
| 2           | Samuel Sánchez    | Euskaltel-Euskadi | 70     |
| 3           | Daniel Moreno     | Team Katusha      | 62     |

| Plaats    | Naam              | Ploeg             | Punten |
| --------- | ----------------- | ----------------- | ------ |
| Rode trui | Mikel Landa       | Euskaltel-Euskadi | 45     |
| 2         | Samuel Sánchez    | Euskaltel-Euskadi | 42     |
| 3         | Joaquim Rodríguez | Team Katusha      | 39     |

| Plaats      | Naam              | Ploeg                  | Punten |
| ----------- | ----------------- | ---------------------- | ------ |
| Blauwe trui | Kenny De Ketele   | Topsport Vlaanderen-M. | 15     |
| 2           | Etienne Tortelier | Saur-Sojasun           | 6      |
| 3           | Cyril Bessy       | Saur-Sojasun           | 5      |

| Plaats | Ploeg             | Tijd      |
| ------ | ----------------- | --------- |
|        | Euskaltel-Euskadi | 45u21'07" |
| 2      | Team Movistar     | +02'37"   |
| 3      | Team Katusha      | +04'00"   |

1946 · 1947 · 1948–1980 · 1981 · 1982 · 1983 · 1984 · 1985 · 1986 · 1987 · 1988 · 1989 · 1990 · 1991 · 1992 · 1993 · 1994 · 1995 · 1996 · 1997 · 1998 · 1999 · 2000 · 2001 · 2002 · 2003 · 2004 · 2005 · 2006 · 2007 · 2008 · 2009 · 2010 · 2011 · 2012 · 2013 · 2014 · 2015 · 2016 · 2017 · 2018 · 2019 · 2020 · 2021 · 2022 · 2023 · 2024 · 2025